# الهيئة العربية العليا لفلسطين
كانت الهيئة العربية العليا لفلسطين الكيان السياسي الرسمي المُمثل للفلسطينيين منذ عام 1946 وحتى عام 1974، حيث تشكلت بموجب قرار من جامعة الدول العربية عام 1946 وتولى رئاستها الحاج أمين الحسيني، وافتتحت الهيئة مكتبين رئيسيين لها في القدس والقاهرة إلى جانب مكاتب لها في كُلٍ من دمشق وبيروت وبغداد والجزائر ولندن وباريس ونيويورك وغيرها. وقد سبقها اللجنة العربية العليا لفلسطين (1936 – 1946) حيث جاءت الهيئة امتدادًا واستكمالًا للجنة. في حين انتهى نشاط الهيئة عام 1974 مع وفاة رئيسها أمين الحسيني ووفاة معظم أعضائها ومع اعتراف العرب في ذات العام بمنظمة التحرير الفلسطينية مُمثلًا شرعيًا ووحيدًا للشعب الفلسطيني، وبذلك خلفها منظمة التحرير الفلسطينية كممثل للفلسطينيين (1974 – حتى اليوم).

## التاريخ
عقد مجلس جامعة الدول العربية دورة استثنائية في يونيو/حزيران 1946 في بلودان في سورية اشترك فيها رؤساء خارجية الدول الأعضاء وأعلنوا عن تأسيس وتشكيل "الهيئة العربية العليا لفلسطين" برئاسة الحاج أمين الحسيني لتكون الكيان السياسي الرسمي المُمثل للفلسطينيين، فحلت الهيئة مكان "اللجنة العربية العليا لفلسطين" التي كانت الكيان السياسي الرسمي المُمثل للفلسطينيين منذ إنشائها عام 1936، وبذلك جاء تشكيل الهيئة العربية العليا لفلسطين امتدادًا واستكمالًا للجنة العربية العليا.
أنشأت الهيئة العربية العليا لفلسطين مكتبين رئيسيين لها الأول في القدس والثاني في القاهرة بعد أن منعت الحكومة البريطانية رئيس الهيئة الحاج أمين الحسيني من دخول فلسطين، وبالاضافة إلى مكتبي القدس والقاهرة فقد افتتحت الهيئة مكاتب لها (بعثاتٍ دبلوماسية) في كُلٍ من دمشق وبيروت وبغداد والجزائر ولندن وباريس ونيويورك وغيرها، كما قررت أن تفتح فيما بعد مكاتب في عواصم أخرى حسب إمكانياتها المالية.
في 30 سبتمبر/أيلول 1948 انعقد في غزة ما عُرِفَ "بالمجلس الوطني لعموم فلسطين" التابع للهيئة العربية العليا لفلسطين ليكون أول مجلس وطني فلسطيني، كما أعلن المؤتمرون فيه عن تشكيل حكومة عموم فلسطين لتكون الجهاز التنفيذي للهيئة وكُلِفَ أحمد حلمي عبد الباقي برئاسة هذه الحكومة.
انتهى نشاط الهيئة العربية العليا لفلسطين عام 1974 مع وفاة رئيسها الحاج أمين الحسيني في يوليو 1974 ووفاة معظم أعضائها ومع صعود نجم منظمة التحرير الفلسطينية واعتراف العرب بمنظمة التحرير في نوفمبر 1974 مُمثلًا شرعيًا ووحيدًا للشعب الفلسطيني خلال قمة الرباط، وبذلك أصبحت منظمة التحرير الفلسطينية الكيان السياسي الرسمي المُمثل للفلسطينيين منذ عام 1974 وحتى اليوم.

## أبرز شخصيات وأعضاء الهيئة
- جمال الحسيني، نائب رئيس الهيئة.[6]
- إميل الغوري، ممثلاً لها ورئيسًا لمكتبها في بيروت.[7]
- عبد الله سمارة، ممثلاً لها ورئيسًا لمكتبها في بيروت، خلفًا للغوري.[7]
- محمد توفيق الطيبي، ممثلاً لها ورئيسًا لمكتبها في بيروت، خلفًا لسمارة.[7]
- محمد عزة دروزة، ممثلاً لها في بيروت ودمشق.
- داود الحسيني، مسؤولًا عن الشؤون الإدارية.

## وصلات خارجية
- الهيئة العربية العليا لفلسطين، الموسوعة الفلسطينية